# مغنولية بيضاوية
ماغنوليا بيضاوية (الاسم العلمي: Magnolia obovata) هي نوع من النباتات تتبع جنس الماغنوليا من الفصيلة الماغنولية.